# Microcramboides
Microcramboides és un gènere d'arnes de la família Crambidae.

## Taxonomia
- Microcramboides chaparellus Bleszynski, 1967
- Microcramboides meretricella (Schaus, 1913)